# Hold On
 'Hold On' - пісня ню-метал-групи Korn і другий сингл з їх восьмого студійного альбому, Untitled. Трек був обраний шанувальниками групи за результатами голосування на MySpace, випередивши «Bitch We Got a Problem» і «Innocent Bystander»

## Музика та структура
Манки охарактеризував пісню як "найбільш близьку до оригінальним пісням Korn" з альбому Untitled, можливо через її ритму. Також це одна з чотирьох пісень, ударні партії до якої виконав Брукс Вакерман з Bad Religion.

## Музичне відео
Дія відео на "Hold On" відбувається в обстановці родео з Манкі і Девісом, що намагаються утримати своїх биків щоб виграти змагання. Відео присвячене наїзникові на биках Лейн Фросту, загиблому 30 липня 1989 в результаті травм, отриманих після падіння з бика.